# Izabela Skrybant-Dziewiątkowska
Izabela Maria Skrybant-Dziewiątkowska (ur. 28 maja 1938 w Łukowcu Wiszniowskim, zm. 1 maja 2019 we Wrocławiu) – polska piosenkarka, wokalistka zespołu Tercet Egzotyczny, związana z zespołem od początku jego istnienia, czyli od 1963 roku.

## Kariera
Urodziła się 28 maja 1938 w Łukowcu Wiszniowskim, jako córka Anny i Ludwika Skrybantów. Po II wojnie światowej jej rodzina została przesiedlona z Kresów i osiadła w Osieku pod Wrocławiem.
W roku 1960 ukończyła liceum muzyczne we Wrocławiu. W latach 1961–1964 była solistką Operetki Wrocławskiej. W 1964 roku zadebiutowała na dużym ekranie, grając u Wojciecha Hasa w Rękopisie znalezionym w Saragossie. Żona zmarłego w 2002 roku Zbigniewa Dziewiątkowskiego – założyciela i gitarzysty Tercetu Egzotycznego. Pomimo śmierci męża Izabela Skrybant-Dziewiątkowska nie rozwiązała zespołu i zaprosiła do współpracy dwóch nowych muzyków – basistę bluesowego Włodzimierza Krakusa i gitarzystę jazzowego Janusza Konefała. Wraz z zespołem po krótkiej przerwie ponownie wyruszyła w trasę koncertową, odwiedzając m.in. w USA i Wielką Brytanię. W 2006 roku, z okazji 40-lecia zespołu, ukazała się składanka Greatest Hits z największymi przebojami w nowych wersjach. W zespole śpiewały i tańczyły jej dwie córki: Anna Dziewiątkowska-Trębska i Katarzyna Dziewiątkowska-Mleczko.
29 grudnia 2010 w Studiu Koncertowym Radia Wrocław, podczas Koncertu Noworocznego organizowanego przez Tercet Egzotyczny, odebrała z rąk wicemarszałka województwa dolnośląskiego Radosława Mołonia, nadany przez ministra kultury i dziedzictwa narodowego Bogdana Zdrojewskiego Medal „Zasłużony Kulturze Gloria Artis”.
W 2016 roku otrzymała Dolnośląską Nagrodę Kulturalną SILESIA przyznawaną przez Sejmik Województwa Dolnośląskiego.
W kwietniu 2017 roku za pośrednictwem wydawnictwa „Marina” ukazała się książka zatytułowana „Pamelo, żegnaj”. Rozmowę przeprowadził i spisał Robert Migdał.
Po latach wyznała, że 13 marca 1980 miała lecieć z USA do Polski tragicznym lotem wraz z piosenkarką Anną Jantar. W ostatniej chwili z powodu zmiany planów zawodowych zrezygnowała z podróży.

## Życie prywatne
Jesienią 2017 zdiagnozowano u niej żółtaczkę, a niedługo potem raka trzustki. Choć lekarze dawali jej co najwyżej cztery miesiąca życia, to artystka jednak walczyła z chorobą ponad rok. Zmarła rano 1 maja 2019. Pochowana została 7 maja na Cmentarzu Ducha Świętego we Wrocławiu.

## Odznaczenia i nagrody
- Złoty Krzyż Zasługi (2010)[8]
- Brązowy Medal „Zasłużony Kulturze Gloria Artis” (2010)[9]
- Medal Milito Pro Christo (2014)
- Złota Odznaka Honorowa Zasłużony dla Województwa Dolnośląskiego (2014)[10]
- Dolnośląska Nagroda Kulturalna „Silesia” (2016)